# دوبریچ
دوبریچ (بلغاری: Добрич) یکی از شهرهای بلغارستان است. این شهر مرکز استان دوبریچ است.
دوبریچ هشتمین شهر پرجمعیت بلغارستان است و در ۳۰ کیلومتری غرب کرانه دریای سیاه واقع شده‌است. بین سال‌های ۱۹۴۹ تا ۱۹۹۰ این شهر به افتخار مارشال فیودور تولبوخین که فرماندهی آزادسازی بلغارستان در جنگ جهانی دوم را برعهده داشت، تولبوخین نامیده می‌شد.

## نگارخانه

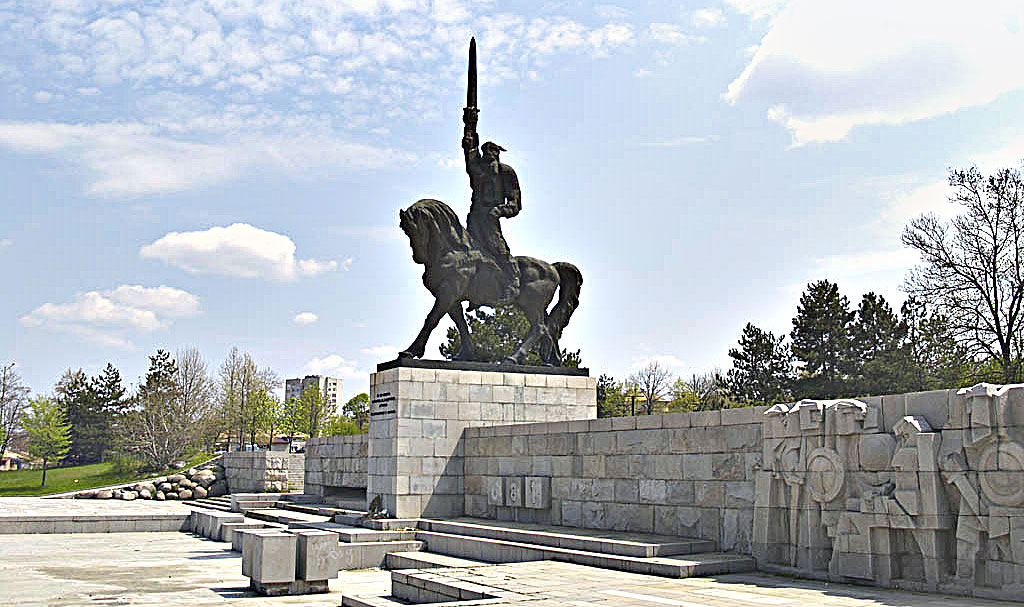
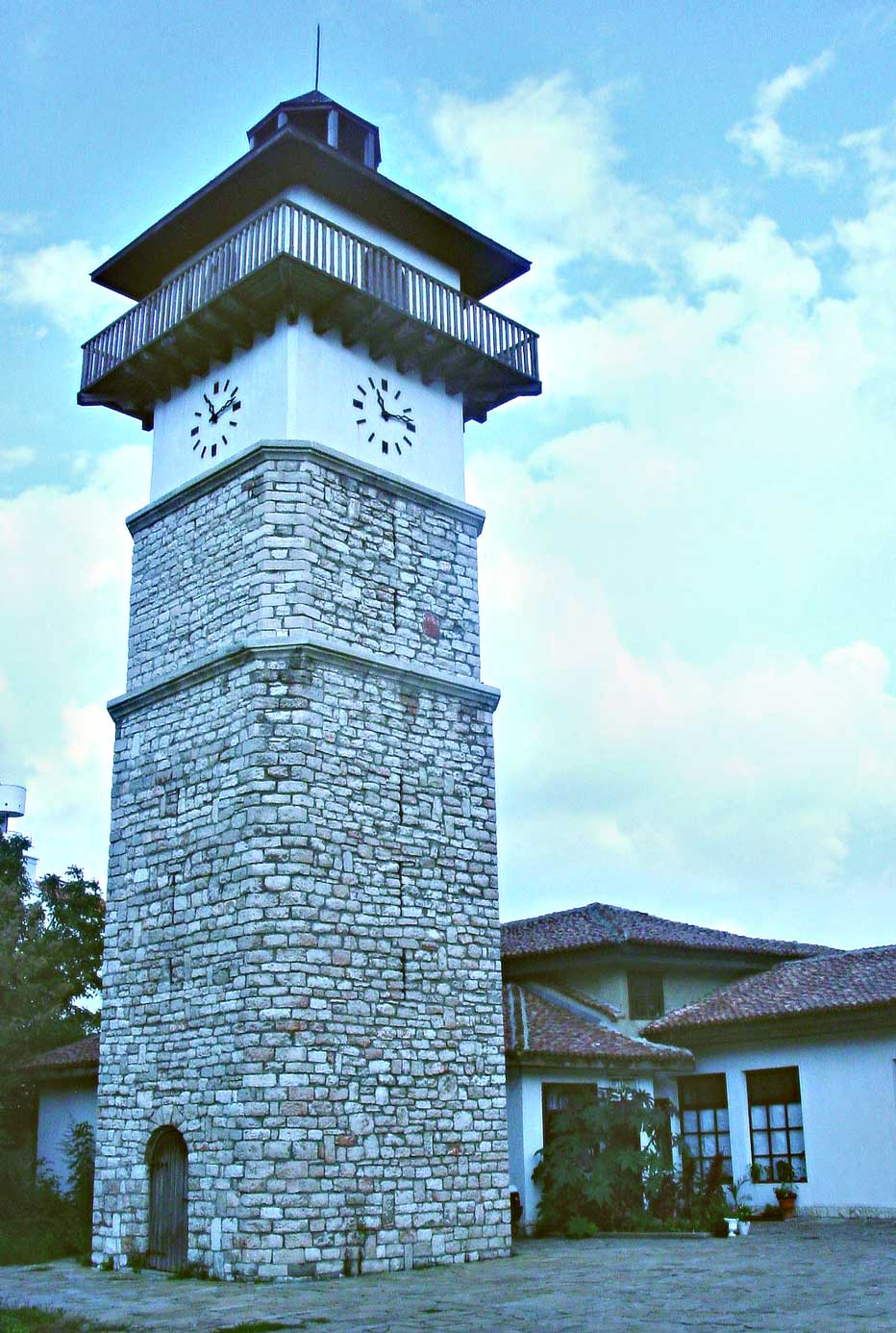
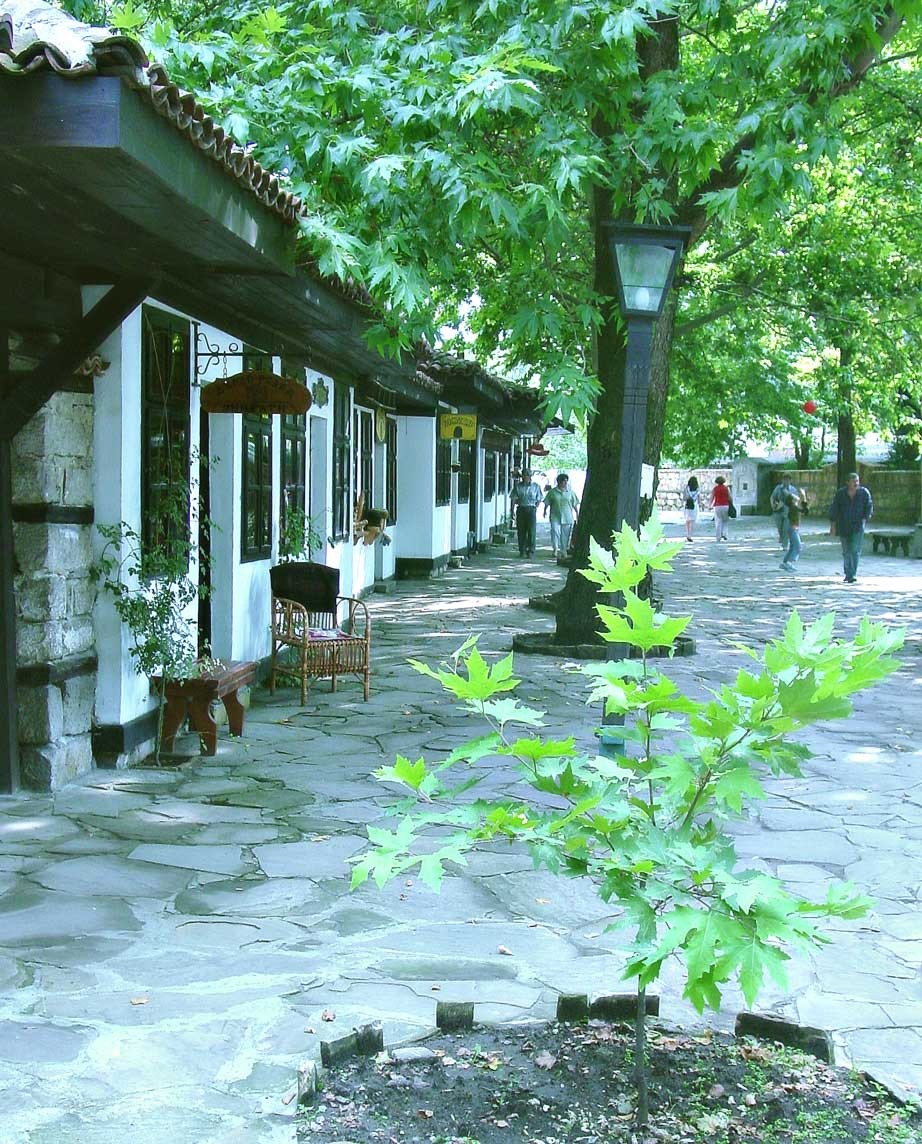
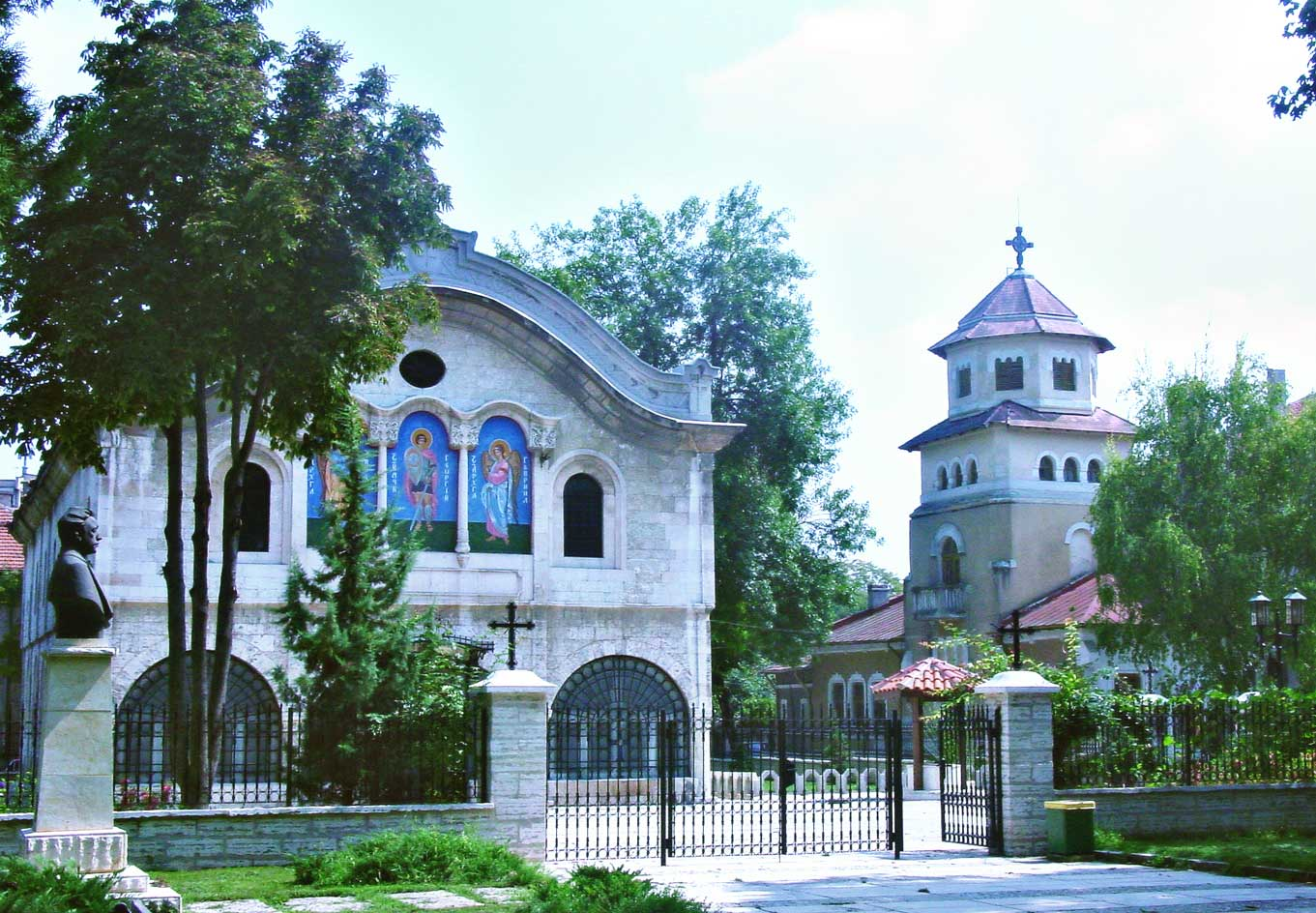
کلیسای سنت جورج در مرکز دوبریچ، در سمت چپ مجسمه واسیل لوسکی اثر کولیو بوگدانوف قرار دارد.
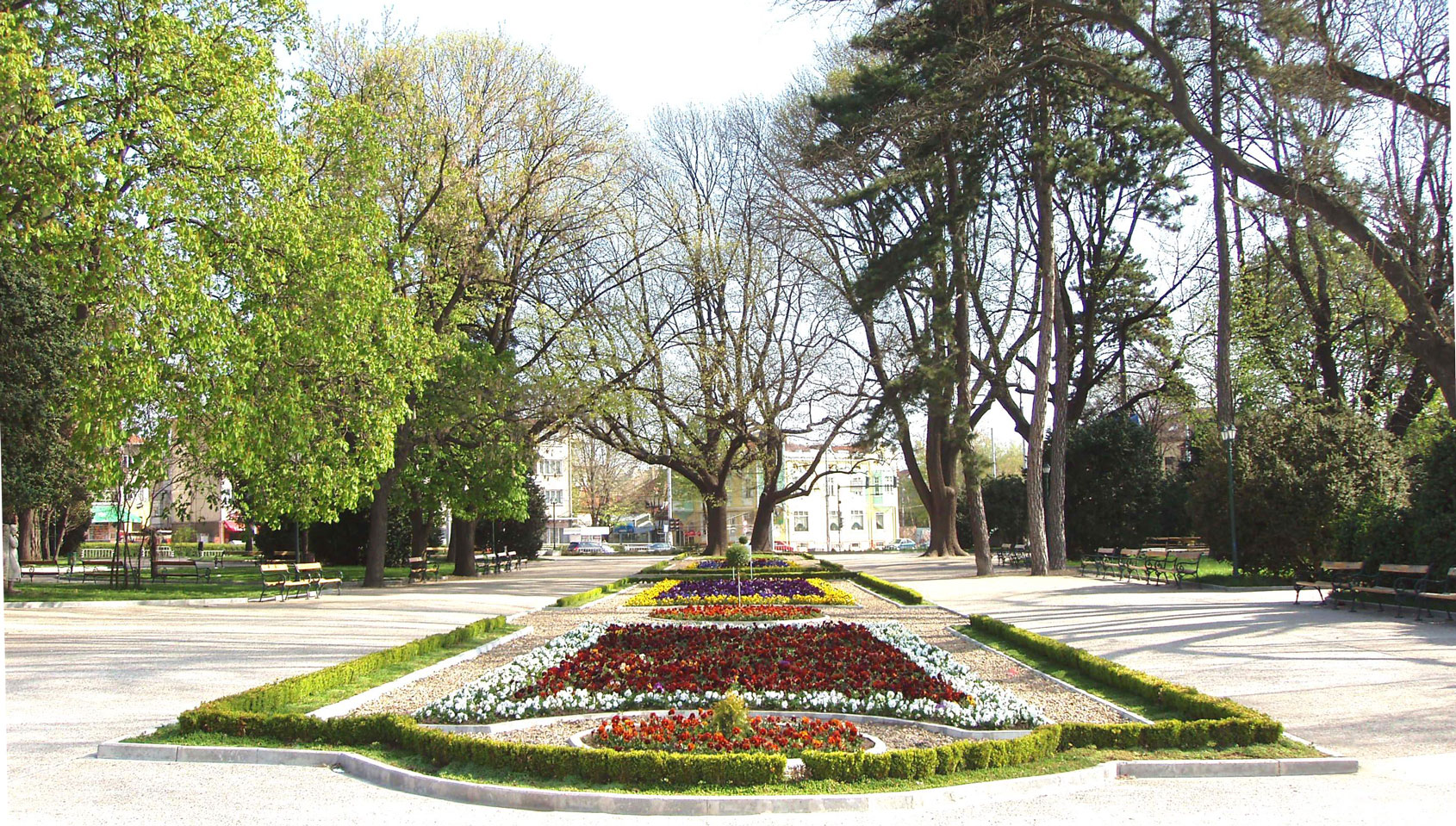
ورودی پارک دوبریچ
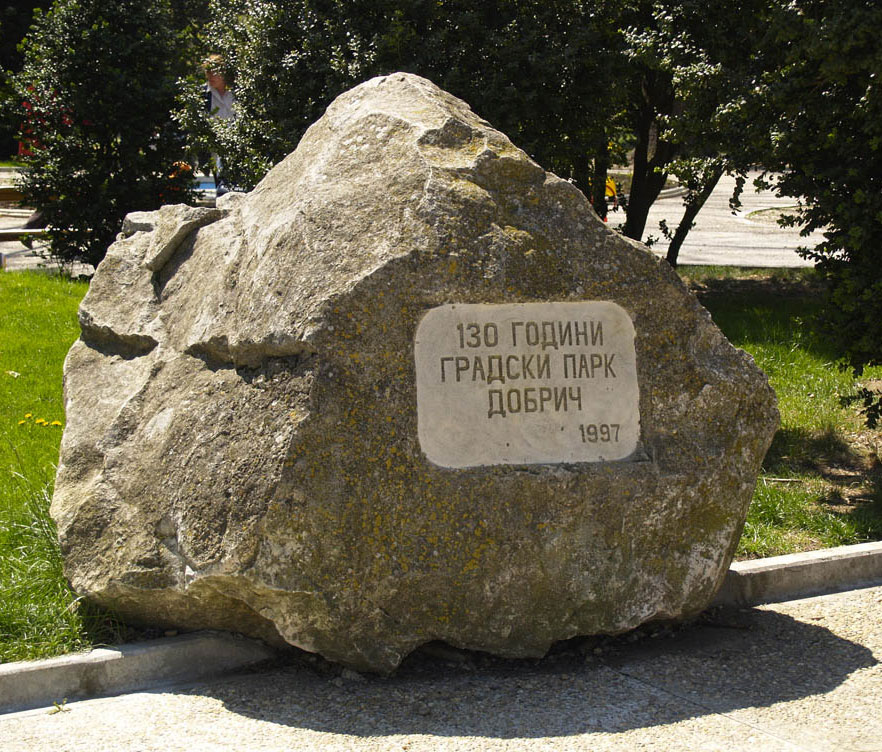
پارک شهری 130 ساله دوبریچ ۱۹۹۷